# Başçiftlik
Başçiftlik ist eine Stadt und der Hauptort des gleichnamigen Landkreises (İlçe) in der türkischen Provinz Tokat. Die Stadt liegt etwa 60 Kilometer Luftlinie (89 Straßenkilometer) nordöstlich der Provinzhauptstadt Tokat. Laut Stadtsiegel wurde der Ort 1968 zur Gemeinde (Belediye) erhoben.
Der Landkreis liegt im Osten der Provinz. Er grenzt im Süden, Westen und Norden an den Kreis Niksar und im Osten an den Kreis Reşadiye. Die Kreisstadt ist über Landstraßen im Westen mit Niksar und im Osten mit Reşadiye sowie mit Aybastı in der Provinz Ordu verbunden. Die südliche Grenze des Landkreises folgt etwa dem Fluss Kelkit Çayı, einem Nebenfluss des Yeşilırmak.
Der Landkreis wurde 1990 aus neun Dörfern und der namensgebenden Belediye des zentralen Bucak (Merkez) des Kreises Niksar gebildet (Gesetz Nr. 3644). Der Verwaltungssitz hatte zur Volkszählung von 1985 eine Einwohnerzahl von 3.647, fünf Jahre später zur nächsten Zählung konnte er als Kreisstadt 3.722 Einwohner aufweisen (der Kreis hatte zur gleichen Zeit 6.477 Einwohner).
Ende 2020 besteht der Kreis aus sechs Dörfern (Köy) mit durchschnittlich 94 Bewohnern (2018 betrug der Durchschnitt noch 135). Die Einwohnerzahlen liegen im Bereich von 142 bis 53. Neben der Kreisstadt (54,7 % der Kreisbevölkerung) gehört eine weitere Belediye zum Kreis: Hatipli (1.941 Einw.). Die Belediye Karacaören wurde 2008 in die Kreisstadt eingegliedert. Die Bevölkerungsdichte liegt unter dem Provinzdurchschnitt, der urbane Bevölkerungsanteil bei 89,84 Prozent.